# (10740) Fallersleben
(10740) Fallersleben est un astéroïde de la ceinture principale.

## Description
(10740) Fallersleben est un astéroïde de la ceinture principale. Il fut découvert le 8 septembre 1988 à Tautenburg par Freimut Börngen. Il présente une orbite caractérisée par un demi-grand axe de 2,67 UA, une excentricité de 0,11 et une inclinaison de 0,4° par rapport à l'écliptique.

## Compléments